# Orfeó Català

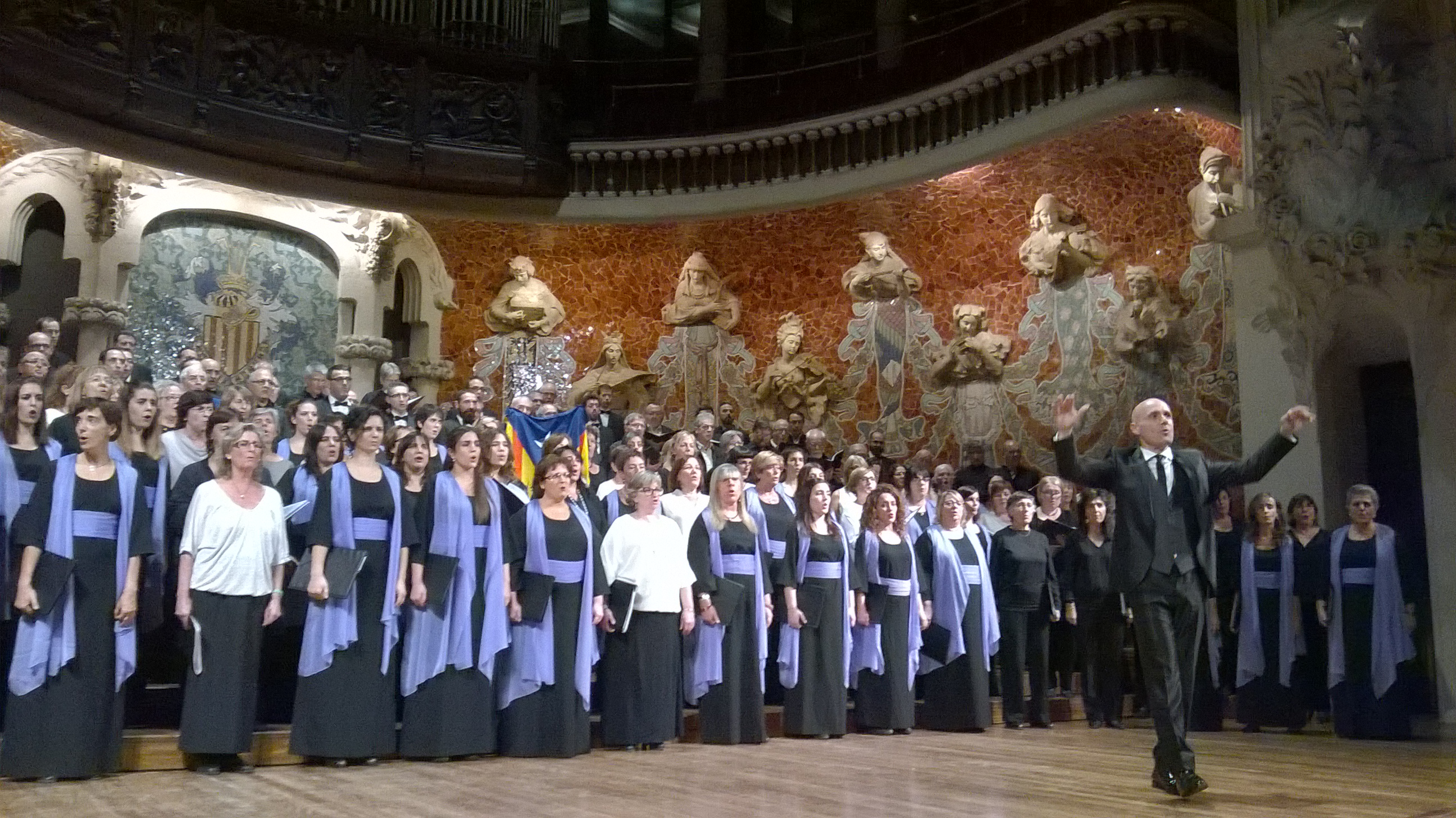
Josep Vila i Casañas dirige la chorale.

L'Orfeó Català (en français : « Orphéon catalan ») est une association chorale (orphéon) fondée le 6 septembre 1891 par Lluís Millet (né à El Masnou en 1867) et Amadeu Vives (né à Collbató en 1871). Cet ensemble a une vocation avant-gardiste dans le panorama musical catalan au point de devenir une référence musicale culturelle fondamentale de la musique catalane du XXe siècle. 

## Présentation

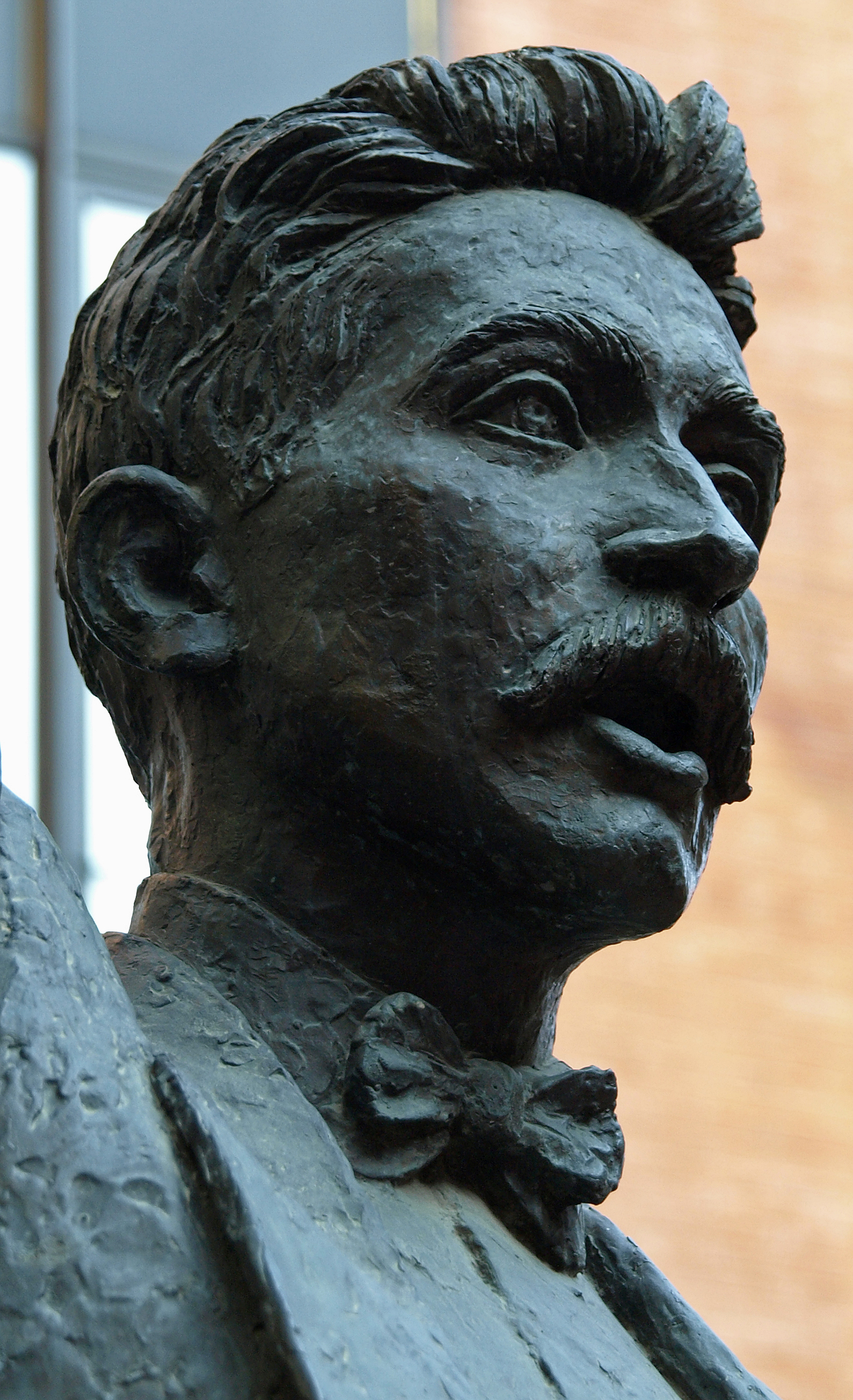
Sculpture de Lluís Millet i Pagès fondateur de lOrfeó Català au palais de la musique catalane.

L'Orfeó se produit pour la première fois en public dans la salle de Bernaruggi, sur la rue Lledó, sous la direction de Millet. Durant les premières années, l'organisme déménage souvent.
En 1896 à Montserrat, lors d'une cérémonie de bénédiction du drapeau catalan, est interprété pour la première fois son hymne : le Cant de la Senyera (Chant du drapeau) : un poème de Joan Maragall i Gorina mis en musique pour chœur mixte. Cette œuvre célèbre sera utilisée de facto comme hymne national catalan à l'égal d'Els Segadors (Les Moissonneurs), jusqu'à ce qu'en 1993 ce second hymne reçoive officiellement le statut d'hymne national.
En 1897, l'Orfeó utilise le palais Moixó sur la place Sant Just i Pastor. En 1904, son président, Joaquim Cabot, confie la création d'un palais de la musique à l'architecte Lluís Domènech i Montaner. Le Palais de la musique catalane est resté sa principale salle de concert jusqu'à la construction de l'Auditori.
Les statuts de l'association proposent d'instaurer un mouvement musical à travers la création de la revue musicale catalane (1904-1906), la fête de la musique catalane (1904) et la construction de son propre auditorium : le Palais de la musique catalane (1908). Ces créations sont des instruments de la normalisation de la vie musicale qui lui permettent de prendre la tête du monde musical catalan pendant de nombreuses années. 
En 1975, l'Orfeó Català reçoit la Médaille d'or du mérite des beaux-arts par le ministère de l'Éducation, de la Culture et des Sports, puis en 1984 la Creu de Sant Jordi, distinction décernée par la Généralité de Catalogne. En 2006, il reçoit le Prix national de musique de Catalogne.

## Directeurs
- 1891-1941 : Lluís Millet i Pagès.
- 1941-1945 : Francesc Pujol.
- 1945-1977 : Lluís Maria Millet i Millet.
- 1977-1981 : Lluís Millet i Loras.
- 1981-1983 : Simon Johnson.
- 1983-1985 : Salvador Mas.
- 1985-1988 : Simon Johnson.
- 1988-1998 : Jordi Casas Bayer.
- depuis 1998 : Josep Vila i Casañas.